# Somnath Bharadwaj
Somnath Bharadwaj, né le 28 octobre 1964 à Calcutta en Inde, est un chercheur indien en physique théorique. Il travaille sur l'astrophysique théorique et la cosmologie.
Bharadwaj a étudié à l'Institut indien de technologie (IIT) de Kharagpur, et a reçu ultérieurement son doctorat de physique à l'Indian Institute of Science (Institut indien des Sciences). Après avoir travaillé à l'Institut de recherche Harish-Chandra (en), il est à présent (2010) professeur associé à l'IIT. Il a apporté une contribution significative à la dynamique de formation des structures à grande échelle de l'Univers.
En 2003, il a été sélectionné parmi les professeurs de l'IIT dont les cours seraient retransmis sur la chaîne Eklavya Technology (en),,. Bharadwaj a été invité comme conférencier sur la formation des galaxies au prestigieux symposium Indo-US Frontier of Science organisé par l'Académie nationale américaine des sciences en 2005,.